# All Stars Football Club 2015-2016
Questa voce raccoglie le informazioni principali dell'All Stars Football Club nelle competizioni ufficiali della stagione 2015-2016.

## Stagione
Per la decima stagione consecutiva l'All Stars Football Club milita nella Ghana Premier League, ovvero la massima serie ghanese.

## Maglie e sponsor
La divisa casalinga dell'All Stars Football Club è blu con lo sponsor scritto in giallo; i calzettoni sono di colore giallo;
La divisa da trasferta è verde con lo sponsor scritto in bianco, e i calzettoni sono di colore giallo;
La terza uniforme, invece, è bianca con le maniche blu e i calzettoni sono sempre di colore giallo.

## Rosa
| N. |                    | Ruolo | Calciatore        |
| -- | ------------------ | ----- | ----------------- |
|    | Ghana (bandiera)   | P     | Robert Dabuo      |
|    | Ghana (bandiera)   | P     | David Dadzie      |
|    | Ghana (bandiera)   | P     | Philipp Owusu     |
|    | Ghana (bandiera)   | D     | Joshua Otoo       |
|    | Ghana (bandiera)   | D     | Livingstone Logoh |
|    | Ghana (bandiera)   | D     | Joshua Tijani     |
|    | Ghana (bandiera)   | D     | Ebenezer Adjei    |
|    | Ghana (bandiera)   | D     | Yaw Mireku        |
|    | Camerun (bandiera) | D     | Hambali Abidina   |
|    | Ghana (bandiera)   | D     | Najau Issah       |
|    | Ghana (bandiera)   | C     | Daniel Coffie     |

| N. |                    | Ruolo | Calciatore         |
| -- | ------------------ | ----- | ------------------ |
|    | Ghana (bandiera)   | C     | Seidu Zida         |
|    | Ghana (bandiera)   | C     | Samuel Norgbey     |
|    | Ghana (bandiera)   | C     | Francis Mantey     |
|    | Ghana (bandiera)   | C     | Alex Aryee         |
|    | Nigeria (bandiera) | C     | Michael Abiodun    |
|    | Camerun (bandiera) | C     | Hamidu Bankunyelle |
|    | Ghana (bandiera)   | C     | Frank Sowah        |
|    | Ghana (bandiera)   | A     | Charles Duah       |
|    | Ghana (bandiera)   | A     | Benjamin Tufuor    |
|    | Ghana (bandiera)   | A     | Isaac Ofori        |
|    | Ghana (bandiera)   | A     | Safo Gyamfi        |